# Almyra
Almyra is een plaats (town) in de Amerikaanse staat Arkansas, en valt bestuurlijk gezien onder Arkansas County.

## Demografie
Bij de volkstelling in 2000 werd het aantal inwoners vastgesteld op 319.
In 2006 is het aantal inwoners door het United States Census Bureau geschat op 313,.

## Geografie
Volgens het United States Census Bureau beslaat de plaats een oppervlakte van
1,0 km². Almyra ligt op ongeveer 64 m boven zeeniveau.